# Lehann Fourie
Lehann Fourie (né le 16 février 1987 à Heidelberg) est un athlète sud-africain, spécialiste du 110 mètres haies et relayeur. De 2012 à 2017 il est détenteur du record d'Afrique de la discipline avec un temps de 13 s 24.

## Biographie
Son meilleur temps sur 110 m haies était de 13 s 74, obtenu à Pretoria en 2006, mais il a couru en 13 s 44 à Columbia le 16 mai 2010 et 13 s 56 à Belgrade en 2009. Il a été médaille de bronze lors des Championnats d'Afrique juniors à Radès en 2005, en 14 s 23 et médaillé d'or sur relais 4 × 100 lors des Championnats d'Afrique d'athlétisme 2010 en 39 s 12.
En 2010, il est diplômé de l'université du Nebraska à Lincoln.
En 2012, il s'adjuge le titre de champion d'Afrique du 110 m haies à Porto-Novo.
Il approche le record d'Afrique du 110 m haies, détenu depuis 2001 par son compatriote Shaun Bownes, en réalisant successivement 13 s 28 en demi-finale des Jeux olympiques à Londres, un temps qui lui permet d'accéder à la finale olympique, puis 13 s 27 le 2 septembre à Padoue. 
Enfin, le 7 septembre à Bruxelles, en clôture de la première Ligue de diamant, il bat le record continental en réalisant 13 s 24, terminant 6e d'une course remportée par l'Américain Aries Merritt, auteur d'un nouveau record du monde.
Après une saison 2013 où il doit composer avec des blessures, il met un terme à sa carrière sportive.
Ce record est battu par son compatriote Antonio Alkana en 2017.

### Palmarès
| Date | Compétition                    | Lieu       | Résultat | Épreuve     | Temps   |
| ---- | ------------------------------ | ---------- | -------- | ----------- | ------- |
| 2009 | Universiade                    | Belgrade   | 2e       | 110 m haies | 13 s 66 |
| 2010 | Championnats d'Afrique         | Nairobi    | 1er      | 4 × 100 m   | 39 s 12 |
| 2012 | Championnats du monde en salle | Istanbul   | 7e       | 60 m haies  | 7 s 69  |
| 2012 | Championnats d'Afrique         | Porto-Novo | 1er      | 110 m haies | 13 s 60 |
| 2012 | Jeux olympiques                | Londres    | 7e       | 110 m haies | 13 s 53 |

### Records
| Épreuve          | Performance | Lieu      | Date             |
| ---------------- | ----------- | --------- | ---------------- |
| 110 mètres haies | 13 s 24     | Bruxelles | 7 septembre 2012 |